# 青山駅 (愛知県)
青山駅（あおやまえき）は、愛知県半田市青山一丁目にある名古屋鉄道河和線の駅。駅番号はKC14。全ての列車が停車する。

## 歴史
1933年（昭和8年）7月、知多郡成岩町に知多鉄道の南成岩駅（みなみならわえき）として開業した。設置された区間は前年の1932年（昭和7年）7月の成岩駅から河和口駅までの延伸によって開業していた。南成岩駅の設置は、鉄道省による武豊線のガソリンカー導入や南知多方面への省営自動車の運行計画への対抗策の1つであったとされる。

### 駅名変更
地域の発展を目的として、橋上駅舎への改築に合わせて駅名の変更を求める動きが1992年にあった。地元住民が結成した「南成岩駅名を考える会」が住民や企業を対象にアンケート調査を実施し、約7割が改称に賛成という結果を得ていた。同会は町名変更で駅西側の地名が「青山」となった事を受け、セントラーレ青山駅への改称を名鉄に要望した。しかし、名鉄がコンピューターシステムの更新や表示の変更に費用が掛かるとして約8,500万円の負担を駅の地元に求めたため、話は進展しなかった。
1999年（平成11年）には半田青山土地区画整理事業が完了し、周辺の人口は増加していた。駅名改称の気運は再び高まり、成岩南部商店街振興会などによって再び「南成岩駅名を考える会」が結成される。同会は半田市長に、青山駅への変更を名古屋鉄道に働きかけるよう陳情した。この時も名鉄は難色を示し、実現には至らなかった。
その後、中部国際空港開港に伴う空港線の開通に合わせた大規模な駅名検討が名鉄で行われることになり、これに便乗すれば改称費用を抑えられるとして、青山駅への変更に向けた運動が2004年（平成16年）に再開された。3月に市議会議員や県議会議員、財界人などが「南成岩駅名変更委員会」を設立し、署名活動や住民説明会を行った。地元の負担費用は約1,600万円を提示され、土地区画整理組合の清算に際して駅名変更のため半田市の基金とした1,000万円と、寄付金、半田市の補助160万円で賄った。10月に半田市と名古屋鉄道が改称に同意する協定を結び、2005年（平成17年）1月29日に駅名変更が実現した。

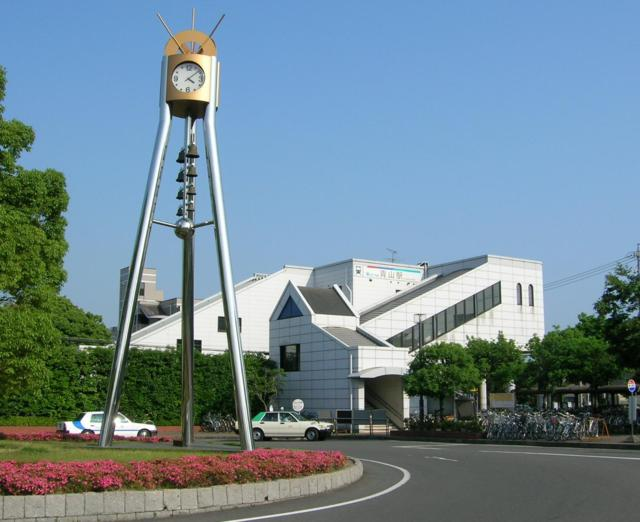
橋上駅舎（2006年）

### 高架化事業
河和線青山駅付近鉄道高架化事業として、2013年（平成25年）を竣工予定とした当駅周辺の立体交差化が行われた。仮駅は従来同様の1面2線の島式ホームで、旧駅舎の橋上部東へ新たに橋上駅舎を建設した。2010年（平成22年）2月24日から仮駅舎の一部が使用開始となり、同年5月29日から仮駅・仮線へ切り替えとなった。2012年（平成24年）5月12日に上り線（太田川、名古屋方面）が高架線へ移行した。用地の関係上、上り線を高架化の後に下り高架線を建設し、2013年（平成25年）11月16日に完成した。このような工法は常滑線の大同町駅、柴田駅と同様である。また、構造も相対式2面2線の高架ホームとなった。

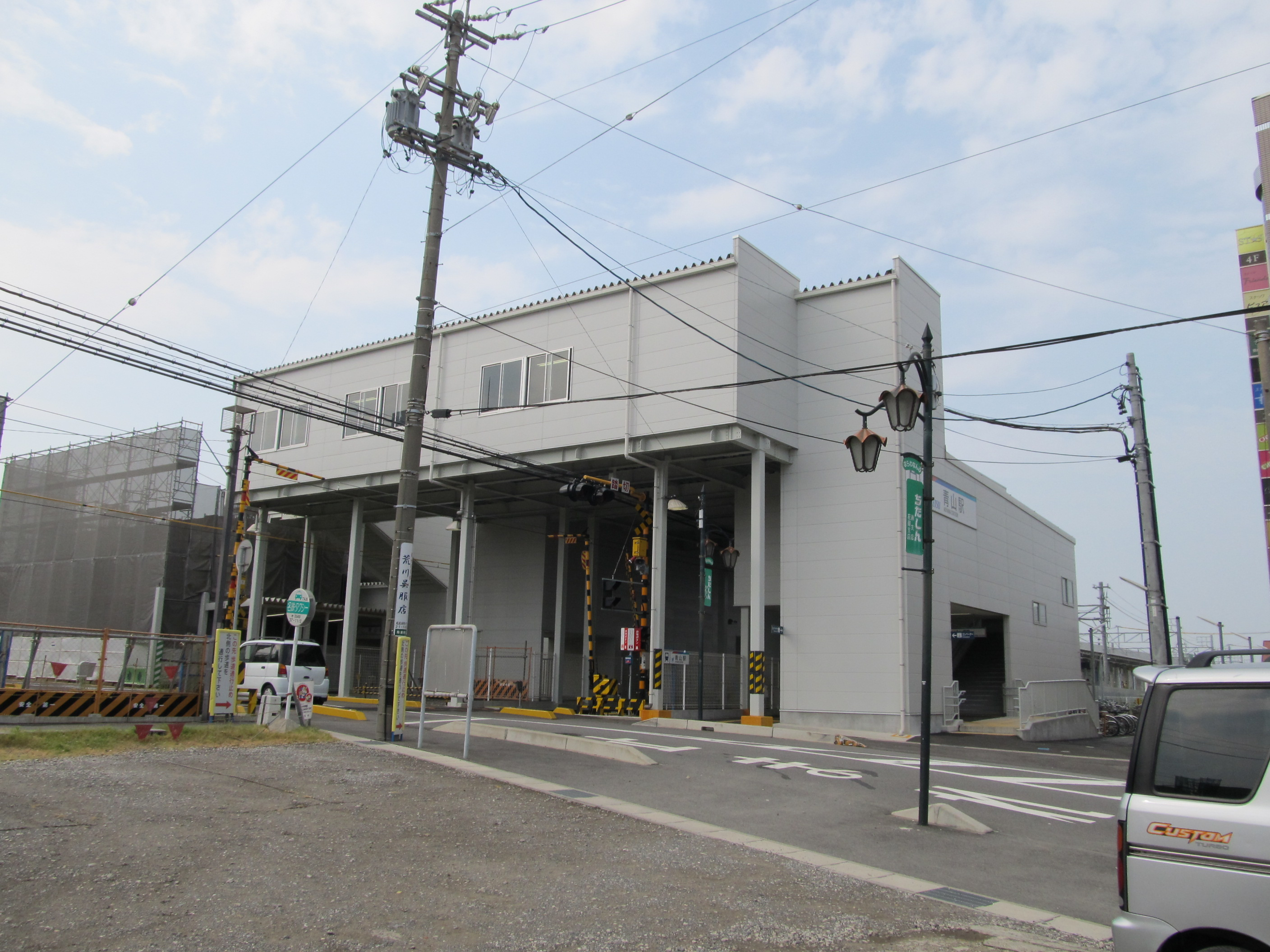
仮駅舎
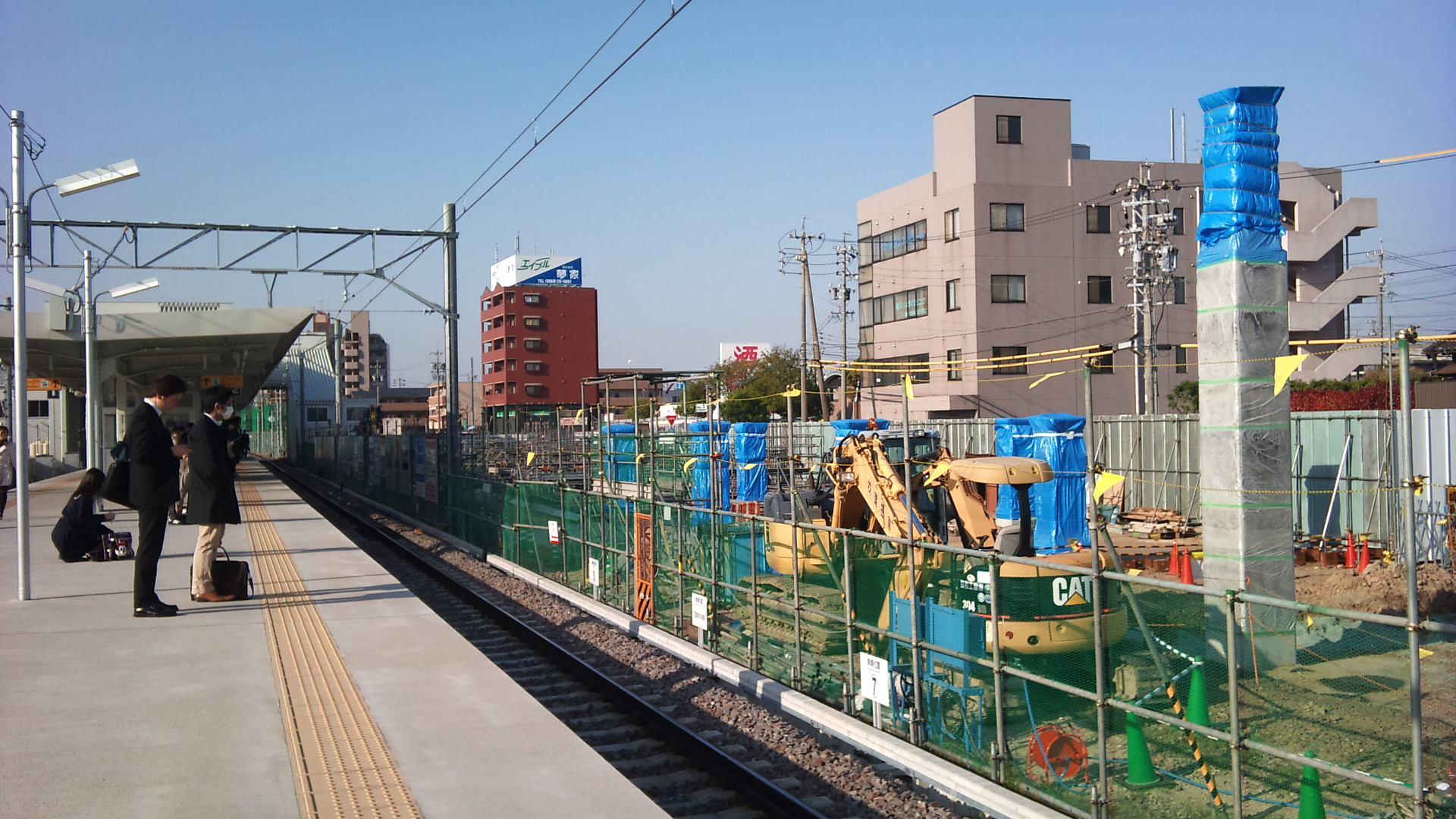
仮設ホーム
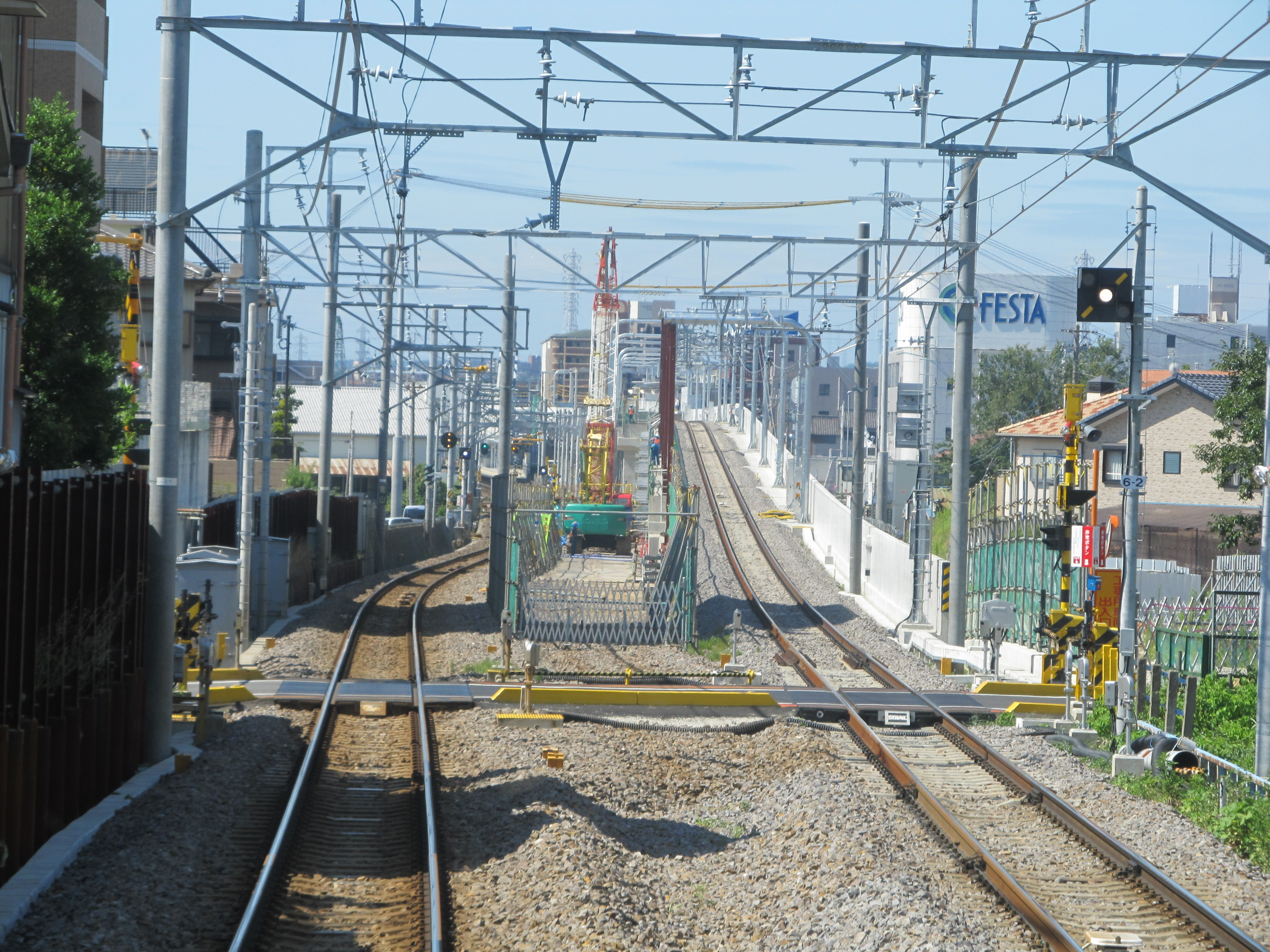
高架線へ移行した上り線

### 年表
- 1933年（昭和8年）7月10日 - 知多鉄道の南成岩駅（みなみならわえき）として開業。
- 1943年（昭和18年）2月1日 - 知多鉄道が名古屋鉄道に合併。
- 1961年（昭和36年）
  - 5月21日 - 成岩駅 - 当駅を複線化[12]。なお、単線時代から列車の行き違い設備を有しており、複線化以前より島式ホームとなっている。
  - 7月21日 - 当駅 - 上ゲ駅間（当駅より河和寄り1.2kmの地点）に蛇渕信号所を設置。蛇渕信号所まで複線化。
- 1962年（昭和37年）3月11日 - 蛇渕信号所 - 知多武豊駅間複線化。蛇渕信号所を廃止。
- 1974年（昭和49年）5月1日 - 無人化[13]。
- 1993年（平成5年）4月26日 - 駅員再配置[13]。橋上駅舎に改築[14]。
- 2005年（平成17年）1月29日 - 駅名を青山駅に変更[15][8]。
- 2006年（平成18年）7月14日 - 「トランパス」導入。これに伴い終日有人化[16]。
- 2008年（平成20年）12月27日 - ダイヤ改正により特急停車駅に昇格[17]。
- 2010年（平成22年）
  - 2月24日 - 仮駅舎一部供用開始。
  - 5月29日 - 仮線・仮ホームへ移転、並びに駅機能を仮駅舎に全面移転開始。
- 2011年（平成23年）
  - 2月11日 - ICカード乗車券「manaca」供用開始。
  - 3月26日 - ダイヤ改正により快速特急の設定がなくなり、全列車が停車するようになる。
- 2012年（平成24年）
  - 2月29日 - トランパス供用終了。
  - 5月12日 - 上り線高架化[9]。
- 2013年（平成25年）11月16日- 下り線高架化[10][11]。
- 2024年（令和6年）9月28日 - 特殊勤務駅となる[18]。

## 駅構造
8両編成対応で、2面2線の相対式高架ホームである。地上駅時代は、1面2線島式ホームを有しており、河和線の途中駅では唯一の島式ホームであった。改札口は、高架駅舎に1か所ある。エレベーターが設置され、バリアフリー対応である。LED式列車案内（種別のみフルカラー表示）も設置されている他、駅自動放送も開始した。特殊勤務駅で、窓口営業時間は7:30 - 10:00と17:00 - 20:00である。2024年（令和6年）9月27日までは終日駅員配置駅だった。
ホームには待合室が設けられている。待合室の窓には橋上駅舎時代の連絡通路にあったステンドグラスが移設されている。
| 番線 | 路線      | 方向 | 行先                         |
| ---- | --------- | ---- | ---------------------------- |
| 1    | KC 河和線 | 下り | 河和・内海方面               |
| 2    | KC 河和線 | 上り | 太田川・金山・名鉄名古屋方面 |

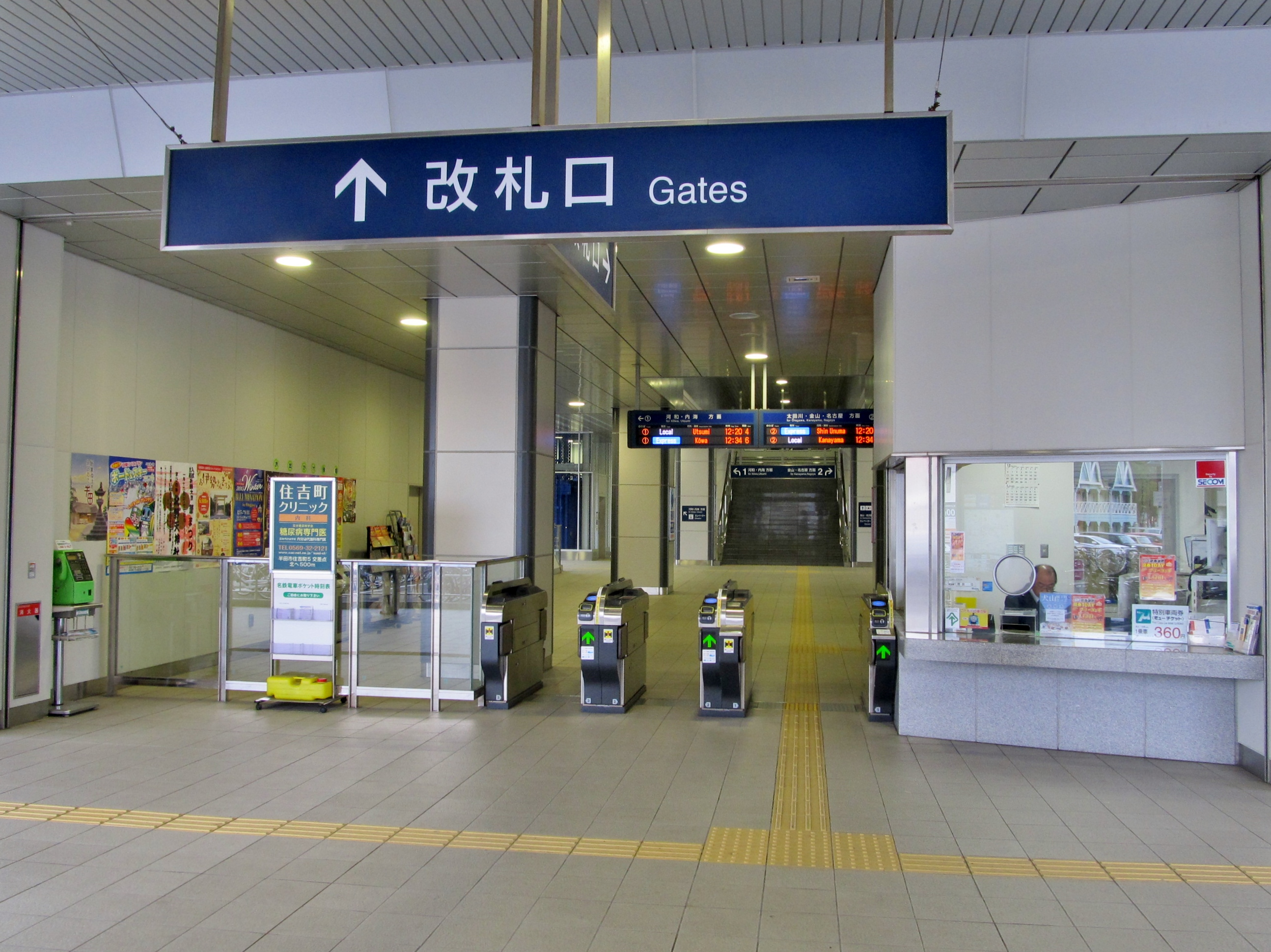
改札口
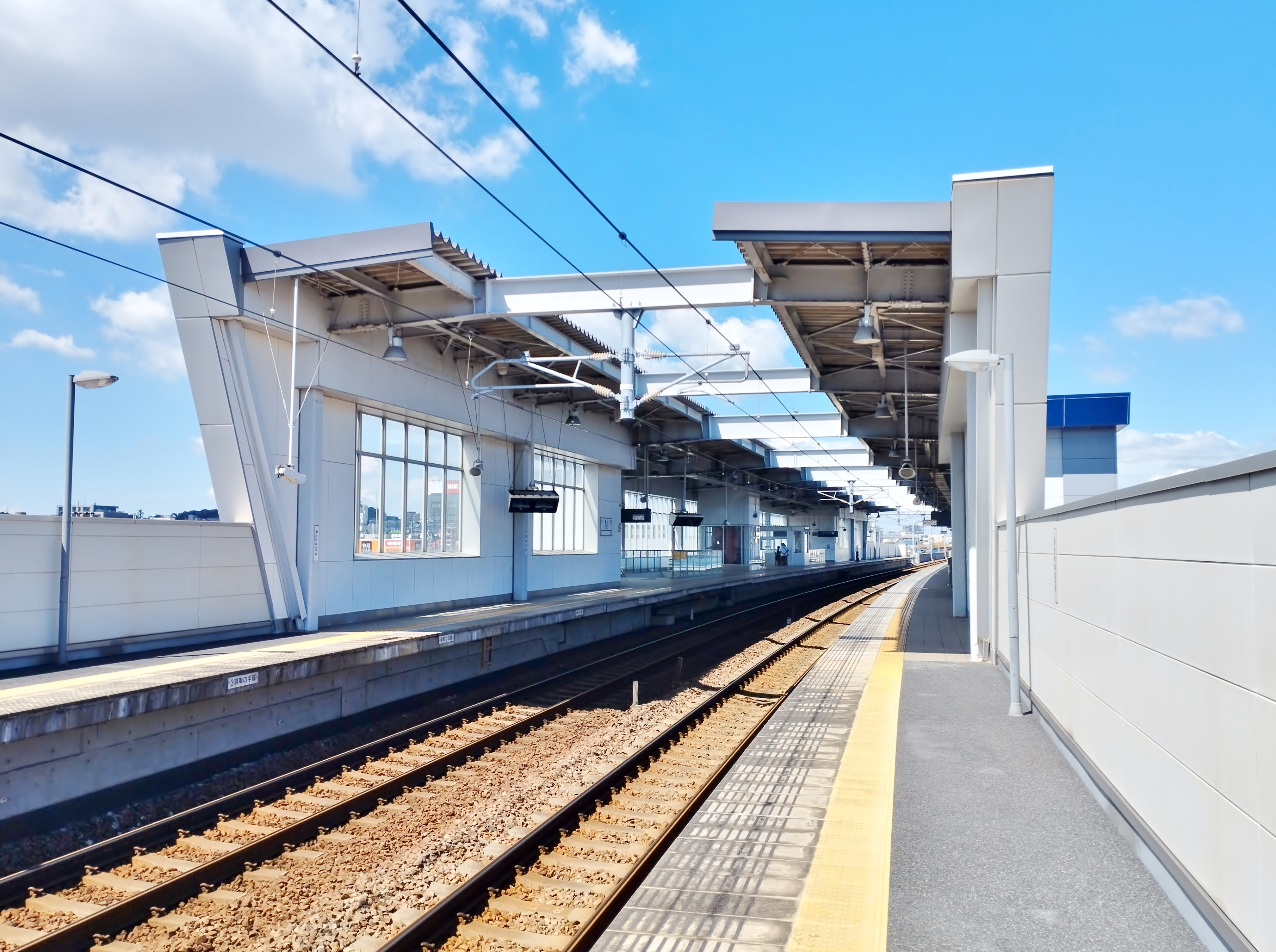
ホーム
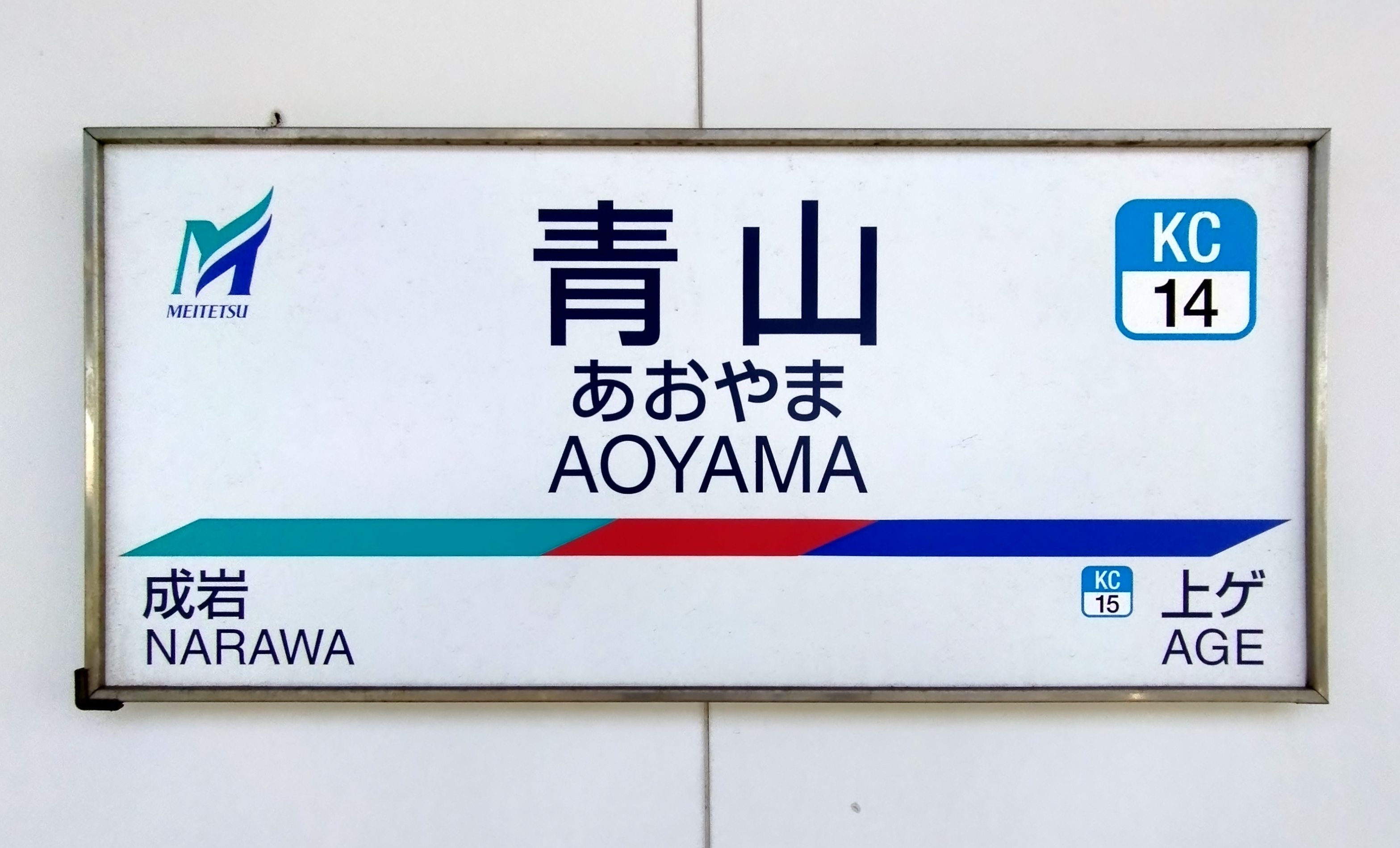
駅名標

### 配線図
| ← 太田川・ 名古屋方面 | 青山駅 構内配線略図 | → 河和・ 内海方面 |
| 凡例 出典:            |                     |                   |

## 利用状況
- 「移動等円滑化取組報告書」によれば、2022年度の1日平均乗降人員は7,012人である[21]。
- 『名鉄120年：近20年のあゆみ』によると2013年度当時の1日平均乗降人員は6,972人であり、この値は名鉄全駅（275駅）中56位、河和線・知多新線（24駅）中4位であった[22]。
- 『名古屋鉄道百年史』によると1992年度当時の1日平均乗降人員は3,780人であり、この値は岐阜市内線均一運賃区間内各駅（岐阜市内線・田神線・美濃町線徹明町駅 - 琴塚駅間）を除く名鉄全駅（342駅）中117位、河和線・知多新線（26駅）中10位であった[23]。
- 『愛知県統計年鑑』によると1日平均乗車人員は2007年度2,907人、2008年度2,922人である。
- 「知多半島の統計」によると、当駅の各年度の1日平均乗車人員は以下の通りである[24]。

| 年度               | 1日平均 乗車人員 |
| ------------------ | ---------------- |
| 2010年（平成22年） | 3,031            |
| 2011年（平成23年） | 3,193            |
| 2012年（平成24年） | 3,281            |
| 2013年（平成25年） | 3,469            |
| 2014年（平成26年） | 3,487            |
| 2015年（平成27年） | 3,726            |
| 2016年（平成28年） | 3,778            |
| 2017年（平成29年） | 3,888            |
| 2018年（平成30年） | 3,920            |
| 2019年（令和元年） | 3,937            |

※ 河和線の駅では太田川駅、知多半田駅、南加木屋駅に次いで、4番目に利用客が多い。利用客は増加傾向であり以前より特急停車駅である知多武豊駅をも上回っている。東にある東海旅客鉄道（JR東海）武豊線の東成岩駅より大きく上回っている。

## 駅周辺

### 主な施設

#### 駅西側
- C・FESTA（FEEL・あかのれん・スガキヤ・セリア等）
- 快活CLUB半田青山駅前店
- 佐鳴予備校青山駅前校
- V・drug青山店
- ダイソー半田インター店
- 酒ゃビック半田青山店
- アズイン半田インター（ビジネスホテル）
- ショッピングプラザララ
- 愛知県道467号半田環状線（半田街道）
- 東海労働金庫半田支店
- 西尾信用金庫成岩支店

#### 駅東側
- 東海旅客鉄道（JR東海）武豊線 東成岩駅
- 半田有楽町郵便局
- DCM半田店
- イオン半田店
- ドン・キホーテ半田店
- 半田コロナワールド
- 国道247号

### バス路線
- 知多乗合（知多バス）
  - 半田・常滑線 - 常滑駅行き、中部国際空港行き / 知多半田駅行き
中部国際空港行きのバスの一部は、中部空港島内の空港貨物地区循環線へ直通運行する。
知多半田駅行きのバスの一部は、知多半田から日本福祉大学（半田キャンパス）行きとして半田北部線へ直通運行する。

- 半田市公共交通バス「ごんくる」
  - 青山・成岩線 - 市営君ヶ橋住宅方面行き、イオン半田店方面行き、半田図書館・博物館方面行き

- 武豊町コミュニティバス・北部赤ルート
  - 武豊町役場方面行き

## 隣の駅
名古屋鉄道
KC 河和線
■特急
知多半田駅 (KC12) - 青山駅 (KC14) - 知多武豊駅 (KC16)
□快速急行・■急行・■準急・■普通
成岩駅 (KC13) - 青山駅 (KC14) - 上ゲ駅 (KC15)
- かつて当駅 - 上ゲ駅間には複線化の過程で蛇渕信号所（1962年廃止）が一時期存在した。